# Jeanne Simon

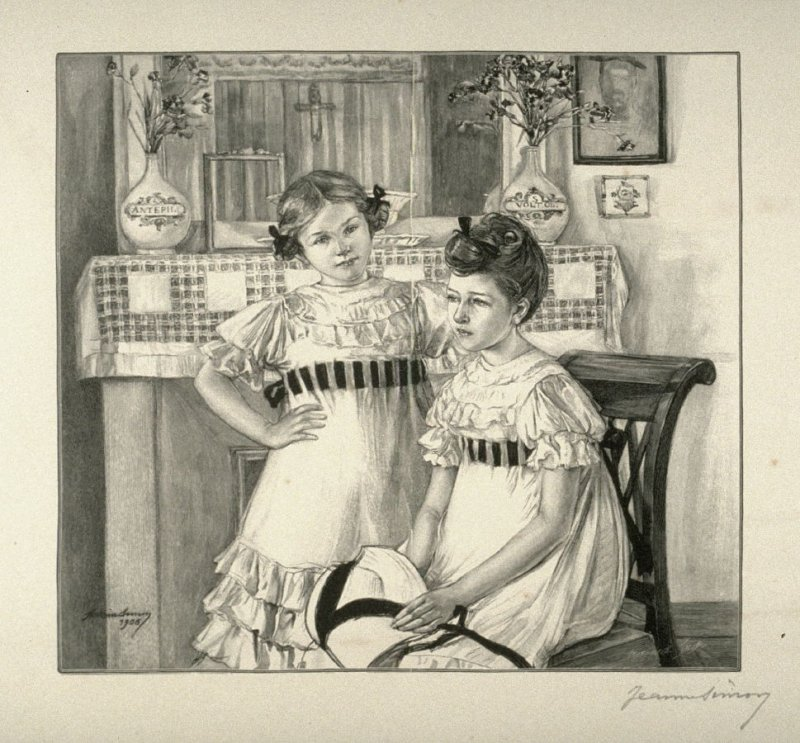
zwei junge Mädchen, Holzschnitt 1919

Jeanne Simon auch Jeanne Simon-Dauchez (* 17. März 1869 in Paris; † 19. Dezember 1949 ebenda) war eine französische Porträt- und Genremalerin.

## Leben

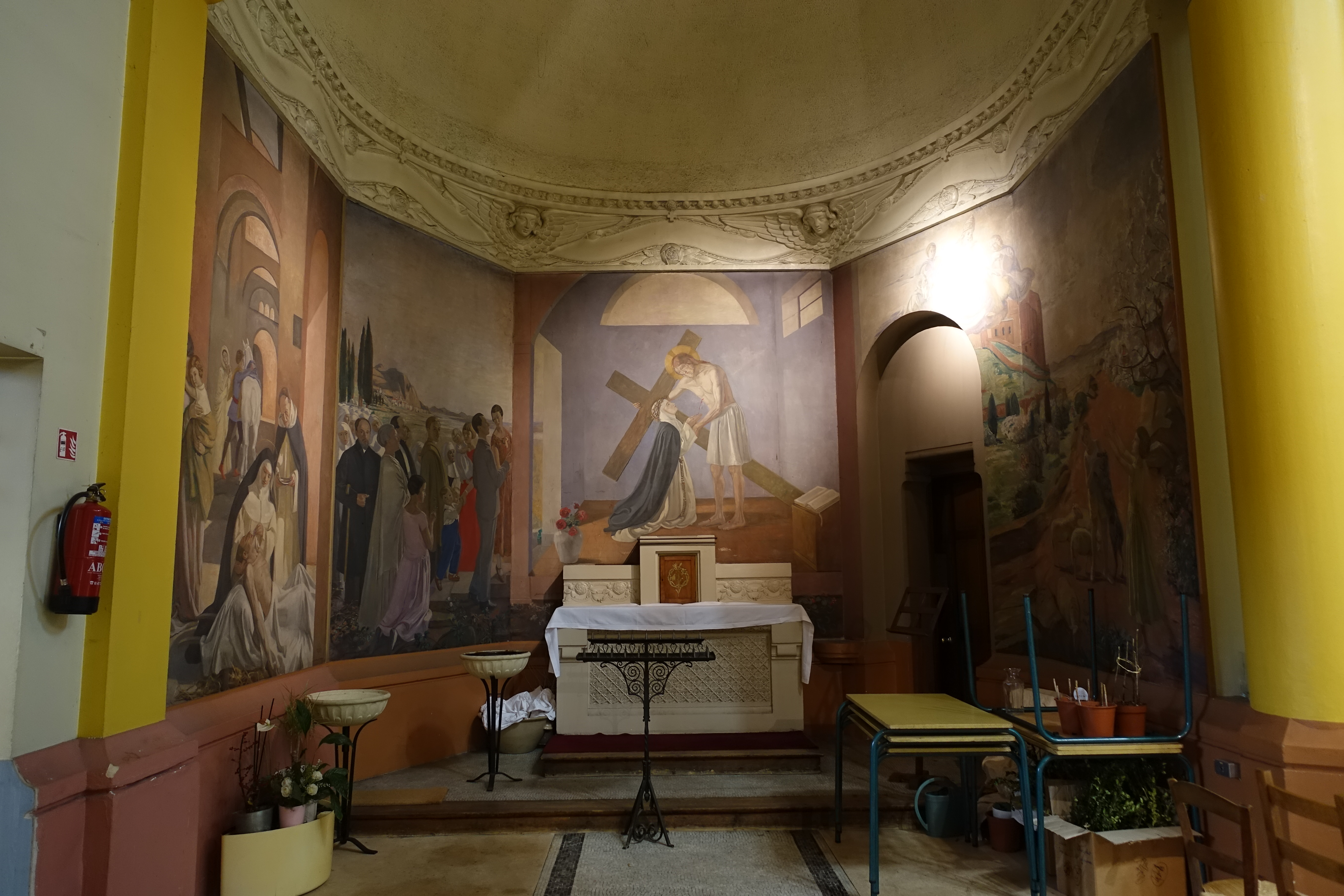
Église Saint-Dominique de Paris, Kapelle Sainte-Catherine-de-Sienne (linkes Seitenschiff)

Jeanne Dauchez wurde 1869 in Paris im 7. Arrondissement als Tochter des Anwalts, Geschäftsmanns und Immobilienverwalters Fernand Dauchez (1842–1914) und dessen Frau Claire Thirial (1847–1914) geboren. Einer ihrer jüngeren Brüder war der Maler André Dauchez (1870–1948).
Im Jahr 1890 heiratete sie den Porträt- und Landschaftsmaler Lucien Simon. Durch die häufigen Besuche in ihrem Elternhaus in der Bretagne entdeckte das Paar diese Landschaft für sich. 1901 kaufte das Paar in Sainte-Marine bei Combrit ein Haus für die Familie, ein Gebäude, das früher als Sémaphore (Telegrafenstation) gedient hatte.
Jeanne Simon war von 1899 bis 1933 mit ihren Werken im Salon des Artistes Français vertreten. Sie stellte zudem im Pariser Salon des Indépendants aus und erhielt 1900 eine Bronzemedaille auf der Weltausstellung in Paris.
Sie war Mitglied der Société de Saint-Jean pour le développement de l’art chrétien (deutsch etwa: Gesellschaft des Hl. Johannes zur Entwicklung der christlichen Kunst).
Für die der Heiligen Katharina von Siena gewidmete Kapelle der Pariser Kirche Saint-Dominique fertigte sie vier Wandgemälde, die an das Leben dieser dem Dominikanerorden angehörenden Heiligen erinnern.
- Die Kindheit von Katharina, in einer Landschaft bei Siena;
- Christus trägt sein Kreuz, in der Nähe der Heiligen Katharina, zu der er sich neigt;
- Landschaft, belebt von zeitgenössischen Charakteren der Künstlerin, die Familienmitglieder, Kinder und Enkelkinder sowie sie selbst darstellend;
- Katharina kümmert sich um ein Pestopfer.[3]

## Familie
Der Ehe mit Lucien Simon entstammten vier Kinder:
- Paul Simon (1892–1979), ein Bildhauer, seit 1926 verheiratet mit Élisabeth Derrien.[4]
- Lucienne Boyer (1896–1970), eine Musikerin, seit 1920 verheiratet mit André Boyer.
- Charlotte Aman-Jean (1897–1994), eine Malerin, seit 1917 verheiratet mit François Aman-Jean, einem Sohn des Malers Edmond Aman-Jean.
- Pauline de La Jarrige (1909–1991), eine Glas-Malerin, seit 1935 verheiratet mit Bernard de La Jarrige.[5]